# 自己喪失の体験
自己喪失の体験 (じこそうしつのたいけん,The Experience of No-Self)は1982年に出版されたバーナデット・ロバーツによる著作である。
キリスト教徒の普通の主婦におきた精神的な変化をつづっている。また、宗教的な難解な単語を使わずに、普通の単語で過程が記述されており、一般にも理解しやすいものとなっている。なお、日本語訳は紀伊國屋書店より1989年に出版された。